# لاري ستريكلاند
لاري ستريكلاند (بالإنجليزية: Larry Strickland)‏ هو لاعب كرة قدم أمريكية أمريكي، ولد في 3 سبتمبر 1931 في تايلر في الولايات المتحدة، وتوفي في 29 أغسطس 1979.

## وصلات خارجية
- لاري ستريكلاند على موقع مرجع كرة القدم المحترفة.كوم (الإنجليزية)